# Екатеринбург Арена

 Объект культурного наследия народов РФ регионального значения. Рег. № 681420018050005 (ЕГРОКН). Объект № 6600000560 (БД Викигида)
«Екатеринбу́рг Аре́на» (до 2018 года — стадион «Центральный») — крупнейшее в Екатеринбурге спортивное сооружение, до 2015 года — многофункциональный, после проведения последней реконструкции — исключительно футбольный стадион.
Стадион построен в 1953—1957 годах, с 2006 по 2011 год находился на реконструкции. С 7 октября 2015 по 29 декабря 2017 проведена новая реконструкция, стадион приведён к соответствию требованиям FIFA для чемпионатов мира.
На стадионе прошли четыре матча группового этапа чемпионата мира по футболу 2018 года. На время проведения чемпионата вместимость стадиона составляла 35 000 мест, включая места на сборно-разборных трибунах. После чемпионата их планировали демонтировать, однако они остаются и до Универсиады-2023. Стадион имеет статус объекта культурного наследия и включён в список памятников культуры регионального значения.

## Расположение
Стадион расположен в Верх-Исетском районе Екатеринбурга, к западу от центра города, между улицами Репина, Пирогова и Татищева, по адресу: улица Репина, 5. Главный вход — с улицы Репина.

## Технические характеристики
В 2015—2017 годах, согласно реконструкции спорткомплекса, в исторические стены встроен новый объём арены, спроектированный в соответствии с требованиями FIFA. Фасады имеют нейтральную архитектуру, являющуюся фоном для восприятия исторических стен стадиона. Навес предусмотрен над всеми зрительскими местами (за исключением временных трибун) и является лёгкой металлической конструкцией, высотой — 45,5 метров от уровня земли. Предусмотрена открытая игровая зона. В вечернее время архитектурная подсветка здания дополнительно усиливает выразительный внешний вид спорткомплекса. Архитектурно-планировочные решения обеспечивают доступность помещений для маломобильных групп населения.
- площадь открытого игрового поля — 10,6 тыс. м²;
- территория стадиона — 31 тыс. м²;
- общая высота стадиона: 45,5 м ;
- Этажность — 1-7 этажей (в том числе технический этаж);
- Размещение 100 % зрительских мест (за исключением временных трибун) под «навесом», 4 трибуны;
- Пресс-центр с залом для пресс-конференций;
- Футбольный отсек: командные раздевалки игроков, тренерские, судейские, офисные помещения делегатов FIFA, медицинские помещения игроков, помещения допинг-контроля, зоны разминки, конференц-зал и др.;
- Комплексы общественного питания.

### Классификация арены
По классификации РФС стадион соответствует первой категории разряда «А». По классификации UEFA стадион относится к наивысшей четвёртой категории.

## Архитектура
|                                                   |                                                   |                                   |                          |
| Западная входная группа со стороны улицы Пирогова | Кассы Западного входа, оформленные в виде пилонов | Фрагмент фасада Восточной трибуны | Портик Восточной трибуны |

Центральный стадион является памятником архитектуры сталинского неоклассицизма. Основную композиционную нагрузку несёт большая спортивная арена, образованная трибунами, ориентированными по сторонам света — западной и восточной (в ходе последней реконструкции были пристроены также северная и южная трибуны, однако они не были стилизованы под изначальную архитектуру стадиона). Наружный контур большой арены выполнен в виде круга, в который вписан овал спортивного поля. Восточная трибуна, оформляющая главный вход на стадион — со стороны улицы Репина, представляет собой симметричную композицию убывающего по высоте объёма с четырёхэтажной остеклённой центральной частью, выделенной шестиколонным портиком дорического ордера с парапетной стеной. Стены убывающей части трибуны подчёркнуты нишами с лучковым завершением. В оформлении фасада трибуны были широко применены архитектурно-декоративные элементы, характерные для советского неоклассицизма, а также монументально-декоративное искусство, выраженное в использовании скульптур, различного рода вазонов и знамён. Западная трибуна, ориентированная на улицу Пирогова, решена в аналогичном исполнении, но без портика — его роль выполняют 6 квадратных полуколонн, на которые установлены такие же скульптуры в стиле соцреализма, как и на портике восточной трибуны. До реконструкции стадиона восточная и западная трибуны были объединены между собой глухими стенами с въездными воротами, которые были отмечены с обеих сторон гранёными обелисками с установленными на них канделябрами.
Уличная часть комплекса огорожена оградой с двумя входными группами со стороны улиц Репина и Пирогова. Ограждение главной восточной входной группы, выходящей на улицу Репина, представляет собой два невысоких вогнутых объёма, в которых расположены кассы на 6 окон, фланкированные с одной стороны пилонами со скульптурными группами, с многосекционными металлическими воротами и разделительными турникетами. Ограждение западной входной группы, выходящее на улицу Пирогова, состоит из двух небольших объёмов, в которых расположены кассы на одно окно и многосекционные металлические ворота с разделительными турникетами. Территория стадиона ограничена ограждением, состоящем из секций металлических решёток с каменными столбами, в оформлении решёток использовано чугунное литьё.
В июне 2011 года была смонтирована система архитектурной подсветки Центрального стадиона.
|          |                   |           |         |         |           |
| сталевар | девушка с факелом | футболист | стрелок | лыжница | металлург |

### Утраченные при реконструкции элементы
В ходе реконструкции было утрачено много малых архитектурных форм. Были убраны вазоны, располагавшиеся по бокам от портика и на парапетной стене обеих трибун, а также знамённая группа с советским гербом, занимавшая центральное положение в оформлении главного входа. Канделябры, стоявшие на обелисках с северной и южной сторон, и оформлявшие бывшие въезды на стадион, снесли и восстанавливать не стали (при этом сами обелиски восстановили, ничего не установив на них взамен утраченных элементов). Также утрачены скульптуры футболистов, украшавшие пилоны у главного входа. Помимо этого, были уничтожены некоторые колонны и перекрытия вестибюля первого этажа западной трибуны, уникальные арочные балки спортзала второго этажа над этим вестибюлем, а также воронкообразные опоры в помещениях первого этажа обеих трибун. Была снесена малая спортивная арена, также выполненная в формах сталинского неоклассицизма — сейчас на её месте располагается парковка.

## История

### Велодром
Первое спортивное сооружение на месте стадиона появилось в 1900 году, когда екатеринбургский купец и меценат Камалетдин Агафуров построил на свободном участке возле Московского тракта велодром.
Закладка велодрома началась 5 июля 1900 года, а торжественное открытие первого в Екатеринбурге многофункционального спортивного сооружения состоялось 3 (16) сентября 1900 года. В этот день было устроено велосипедно-атлетическое состязание. Велодром представлял собой эллипс, окружностью в треть версты, вырытый в косогоре и тщательно засыпанный песком со шлаком. Место было огорожено забором. Внутри было помещение для публики, открытый деревянный павильон. Места для публики состояли из первого ряда стульев, 16-ти лож и двух рядов задних скамеек. Вход на велодром стоил 20 копеек.
За эту цену можно было как самому поупражняться на спортивных снарядах, так и посмотреть состязания. За свой поступок Агафуров был избран почётным членом «Екатеринбургского общества велосипедистов и любителей физического развития». Открытие велодрома послужило толчком для развития других видов спорта в Екатеринбурге — лёгкой атлетики, гимнастики, крокета, тенниса. В 1913 году здесь прошли первые соревнования по футболу — первенство города, а также первый чемпионат Урала по футболу.
В финале турнира встретились сборные команды Екатеринбурга и Перми,— екатеринбуржцы, тренируемые британским консулом, одержали победу со счётом 8:1. Футбол в Екатеринбурге начал набирать популярность и в 1916 году новости об уральских футболистах стали появляться в московской прессе — журнал «К спорту!» опубликовал заметку о матче сборных команд Екатеринбурга и Полевского завода.
|                                                   |                                     |                                                      |                                                  |
| Велодром на окраине Екатеринбурга, начало XX века | На теннисных кортах велодрома, 1913 | Одна из первых футбольных команд Екатеринбурга, 1913 | Подача углового во время футбольного матча, 1913 |

### Стадион имени Ленина, «Металлург Востока»

Входная группа стадиона «Металлург Востока» в 1930-е

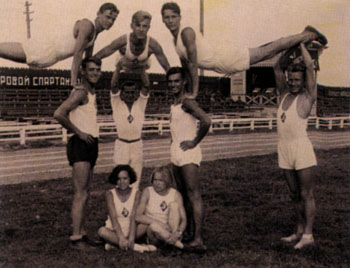
Участники Урало-Кузбасской спартакиады (1932)

Велодром был закрыт в 1925 году, на его месте началось проектирование Уральского областного стадиона имени В. И. Ленина. 22 июля 1928 года областной стадион, располагающий футбольным полем и беговыми дорожками, был торжественно открыт. Деревянные трибуны нового стадиона расположились с южной стороны поля и были рассчитаны на 5 000 зрителей.
В начале 1932 года возникли планы по сносу стадиона для расширения находившегося по соседству медицинского городка, соответствующее решение было принято городскими властями. Против этого выступила вся спортивная общественность во главе с Уральским областным советом физкультуры, и в итоге стадион всё-таки оставили. А летом того же года Уральский областной стадион стал главной ареной Урало-Кузбасской спартакиады — крупнейшего спортивного мероприятия, проведённого в Свердловске в годы первых пятилеток.
В соревнованиях помимо спортсменов с Урала и Западной Сибири приняли участие представители Москвы, Ленинграда, Казахстана и Франции.
В соответствии с постановлением президиума ВЦСПС от 1 июня 1936 года «Об организации добровольных спортивных обществ» областной стадион был передан ДСО «Металлург Востока», и ему было присвоено одноимённое название.
В начале 1950-х годов назрела необходимость строительства более вместительного стадиона — футбол в Свердловске в эти годы достиг наибольших успехов, во всесоюзных первенствах город представляли две команды: ОДО и «Авангард»; ОДО в 1951 году завоевал звание чемпиона РСФСР, а в 1956 играл в высшей лиге СССР и занял 11 место, при этом Василий Бузунов стал лучшим бомбардиром лиги. Официальной причиной сноса старых построек стало заключение пожарной службы — деревянные трибуны не соответствовали требованиям пожарной безопасности.

### Центральный стадион

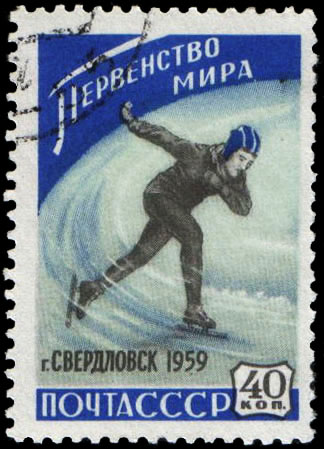
Почтовая марка, посвящённая Чемпионату мира по конькобежному спорту, прошедшему на «Центральном» (1959)

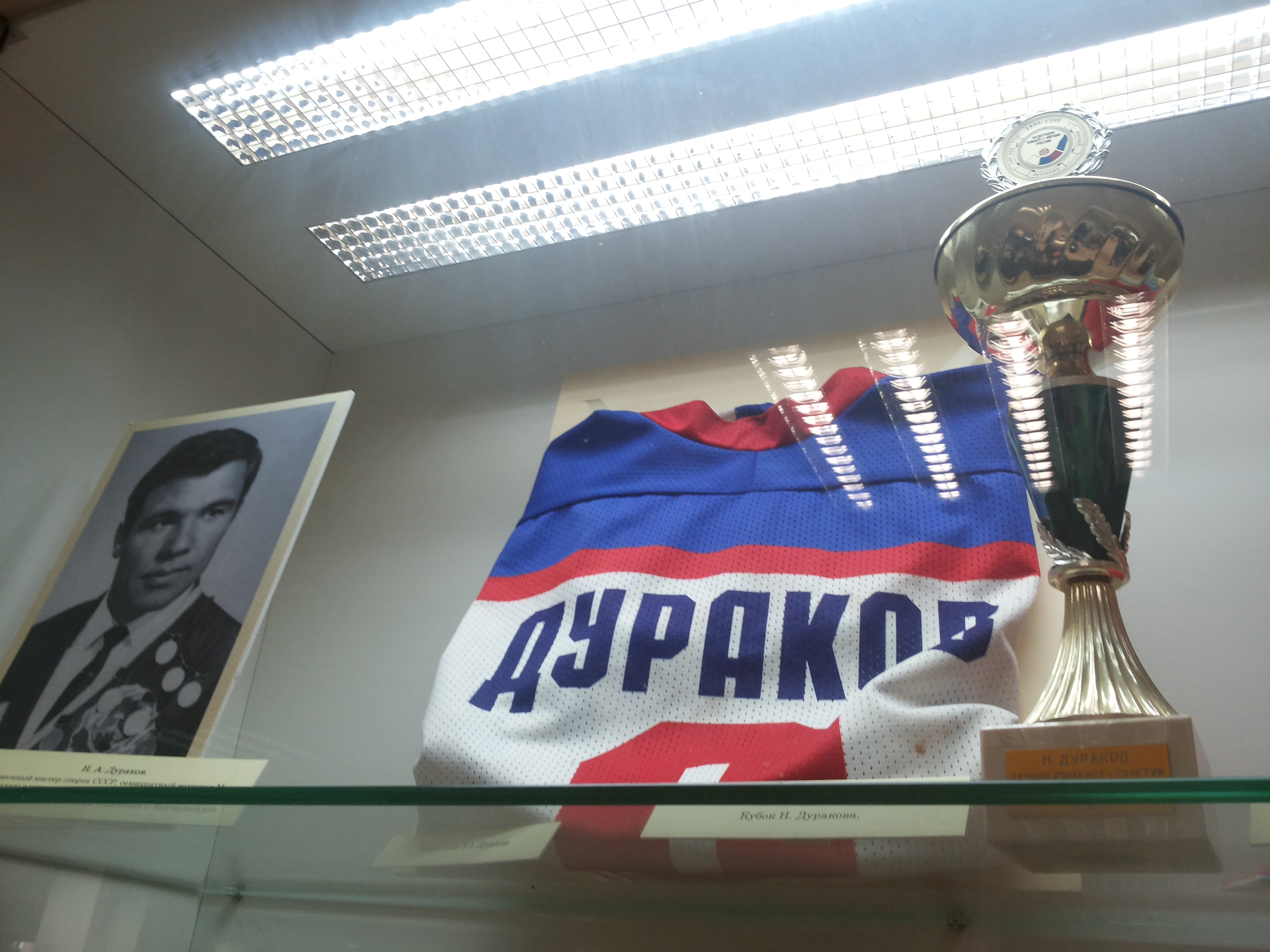
Музей славы Николая Дуракова

Проект нового стадиона был разработан авторским коллективом Свердловского отделения общесоюзного проектного института «Промстройпроект». В его состав входили руководитель архитектурной группы С. А. Васильев, архитекторы К. К. Никулин, Ю. А. Владимирский, конструкторы А. Ф. Коваленко, Б. Ф. Масленников. Строительство началось в 1953 году и завершилось 26 июня 1957 года.
При строительстве стадиона (до 1956 года) были задействованы немецкие военнопленные, в том числе различные специалисты, инженеры, строители и даже архитекторы. Их знания и опыт старались использовать по назначению. Работа немецких строителей была отмечена высоким качеством.
Большую спортивную арену стадиона образовывали две трибуны — западная и восточная, суммарной вместимостью 27 тысяч зрителей. Под западной трибуной расположились атлетический и гимнастическо-игровой залы, врачебные кабинеты, судейская комната, пресс-центр, гардеробные, холлы отдыха для спортсменов, буфеты. Под восточной трибуной — гостиница, кафе, радиоузел, инженерные службы. Помимо этого в составе спортивного комплекса были построены несколько тренировочных полей, малая арена для хоккея с шайбой, также оборудованная трибунами для зрителей, поле для хоккея на траве, теннисные корты, баскетбольная, волейбольная площадки. На этапе проектирования стадион ещё назывался «Металлург Востока», однако в итоге спортивному комплексу было решено присвоить название «Центральный».
После ввода в строй Центральный стадион Свердловска входил в десятку лучших спортивных сооружений Советского Союза. За время работы спорткомплекса на его территории прошли тысячи спортивно-зрелищных событий. В первые годы после своего открытия стадион стал одной из главных мировых арен в конькобежном спорте: в 1959 здесь был проведён чемпионат Мира по конькобежному спорту, а также чемпионаты СССР 1958, 1962, 1964, 1966 (с неоднократным установлением мировых рекордов), в 1964—1973 годах здесь неоднократно проходили встречи сильнейших сборных команд мира по конькобежному спорту (СССР, Норвегии, Швеции, Финляндии). На стадионе прошли финалы I, II, III, IV зимних Спартакиад народов СССР, которые одновременно являлись чемпионатами СССР. В зимнее время стадион был домашней ареной легендарного хоккейного клуба СКА-Свердловск.
По итогам 1968 года футбольный клуб «Уралмаш» завоевал право участвовать в высшей лиге СССР, и в 1969 году Центральному стадиону Свердловска довелось принимать сильнейшие команды страны. На первый домашний матч сезона, проведённый «уралмашевцами» 23 апреля 1969 против бакинского «Нефтчи», по неофициальным данным пришло около 34 тысяч болельщиков, игра завершилась победой свердловского клуба со счётом 3:2, последующие игры на Центральном стадионе «Уралмаш» также проводил довольно успешно — в следующем туре сенсационно сыграв вничью 0:0 с киевским «Динамо», затем 1:1 с ФК «Арарат», победил 1:0 «Крылья Советов» и сыграл вничью 0:0 с ЦСКА, потерпев первое домашнее поражение лишь в 9 туре от московского «Динамо» (0:1) — в официальных протоколах всех этих матчей была зафиксирована посещаемость в 27 000 зрителей — максимальная вместимость стадиона «Центральный».
В 1996 году стадион принимал матчи футбольного еврокубка — «Уралмаш» в рамках Кубка Интертото встречался с клубами ЦСКА (София), «Коджаэлиспор» и «Силькеборг».
К 2004 году стадион находился в муниципальной собственности. Для осуществления реконструкции спортивного объекта было решено создать акционерное общество с привлечением частного бизнеса — 29 декабря 2004 года мэр Екатеринбурга Аркадий Чернецкий и председатель совета директоров ЗАО «Группа Синара» Дмитрий Пумпянский подписали соглашение, в рамках которого на базе ЕМУП «Центральный стадион» было учреждено ОАО «Центральный стадион», 75 % минус одна акция отошли к ЗАО «Группа Синара», блокирующий пакет в 25 % плюс одна акция остался у Администрации Екатеринбурга.
Началась разработка программы по масштабной реконструкции спорткомплекса. В 2008 году Свердловская область приобрела у ЗАО «Группа Синара» 25 % плюс 1 акция от уставного капитала ОАО «Центральный стадион», и состав акционеров стал выглядеть следующим образом: министерство государственного имущества Свердловской области — 25 % плюс 1 акция, муниципальное образование «город Екатеринбург» — 25 % плюс 1 акция, ЗАО «Группа Синара» — 50 % минус 2 акции.

### Реконструкция 2006—2011 годов

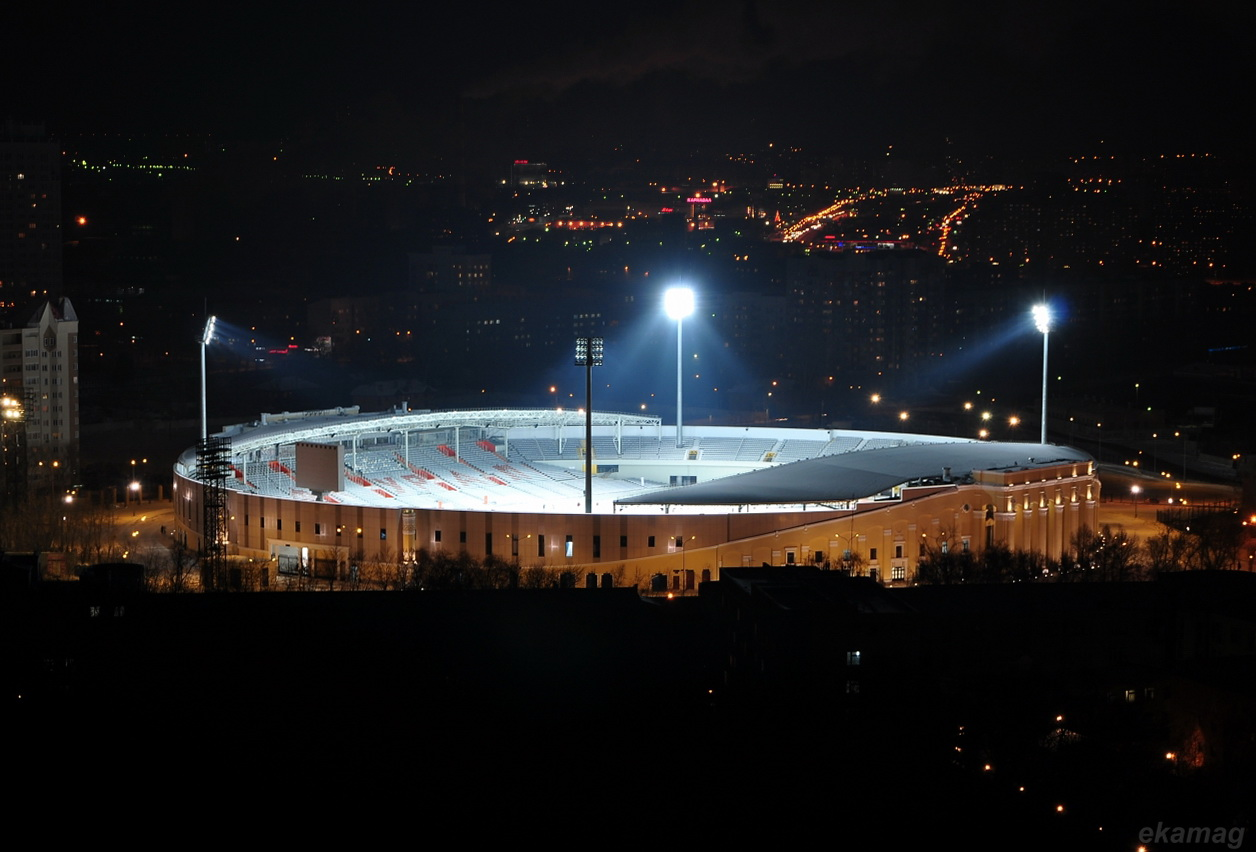
Стадион после реконструкции 2006—2011 годов

Проект, в котором было предусмотрено сохранение исторических стен, разрабатывала финская компания «Ханса Строй», он был представлен в октябре 2006 года.
Реконструкцию начала черногорская компания «Неймар Инжиниринг» в 2007 году. В августе 2008 года была готова инфраструктура футбольного поля — смонтированы системы подогрева и дренажа, засеяна трава.
13 августа 2008 года реконструируемый стадион посетил главный тренер сборной России по футболу Гус Хиддинк.
К концу 2009 года готовность объекта оценивалась в 50 % — помимо футбольного поля с автоматической системой орошения и подогрева были возведены железобетонные каркасы и наружные стены трибун большой спортивной арены, смонтированы металлоконструкции навесов над зрительскими местами, выполнено бетонное основание беговых дорожек, установлены четыре 45-метровые осветительные мачты, приобретено мультимедийное поворотное табло, готова первая очередь открытой парковки на 600 машиномест, подготовлены наружные инженерные сети. 10 октября 2009 года было объявлено, что стадион будет готов только к началу следующего сезона — весной 2010 года. Но в феврале 2010 года заказчик расторг договор с «Неймар Инжиниринг», предъявив обвинения в некачественно выполненных работах. Новым генеральным подрядчиком стала екатеринбургская фирма ООО «Астра Строй», переделывать проект поручили проектно-строительной компании «Доминанта».
По заказу ОАО «Центральный стадион» была проведена экспертиза несущей способности железобетонных конструкций, по итогам которой северную и южную трибуны полностью снесли и начали отстраивать заново.
В июне 2011 года завершалась облицовка фасада, укладка покрытия беговых дорожек и прыжковых секторов, 14 июня была завершена установка кресел производства ижевского завода «Авангард».
Реконструкция была полностью завершена к началу августа 2011 года. Вместимость — 27 000 человек.
Ядро большой спортивной арены объединяло футбольное поле с естественным газоном размером 105×68 метров и легкоатлетический комплекс, состоящий из 8 беговых дорожек, площадок для прыжков в длину, тройных прыжков и толкания ядра. Арена имела натуральное покрытие с подогревом, искусственным орошением, что позволяло начинать футбольный сезон в установленные сроки. На стадионе были предусмотрены три типа зрительских мест, включая специальные места для людей с ограниченными возможностями и секторы для болельщиков. На восточной и западной трибунах 30 % зрительских мест располагались под навесом. Кроме того, оборудованы 8 кабин для спортивных комментаторов радио и телевидения, пресс-центр, помещения для журналистов, освещающих ход спортивных мероприятий. Над южной трибуной смонтировано поворотное мультимедийное табло площадью 88 м² и углом поворота 365°.
Освещение спортивного поля в вечернее время обеспечивали четыре 45-метровые осветительные мачты, на которых установлено светотехническое оборудование производства компании Philips мощностью светового потока не менее 1400 люкс.
При реставрации фасада стадиона гипсовые скульптуры были заменены на металлические, все они были изготовлены одним мастером-жестянщиком — Галиной Куклиной. При этом там не оказалось привычной всем соцреалистической статуи девушки с веслом — по конструктивному расположению руки сохранившейся гипсовой статуи девушки решили, что в руке у неё был факел, а не весло.
На прилегающей к большой спортивной арене территории находились парковка и плоскостные спортивные сооружения: футбольное поле с искусственным покрытием, четыре теннисных корта с грунтовым покрытием. В помещении трибуны C на третьем этаже — зал для настольного тенниса с 8-ю игровыми столами. На 1 этаже трибуны C — музей истории спорта. Также на территории стадиона — парковка для зрителей и отдельная парковка для автобусов участников соревнований и передвижных телевизионных станций. Общее количество парковочных мест — 1330.

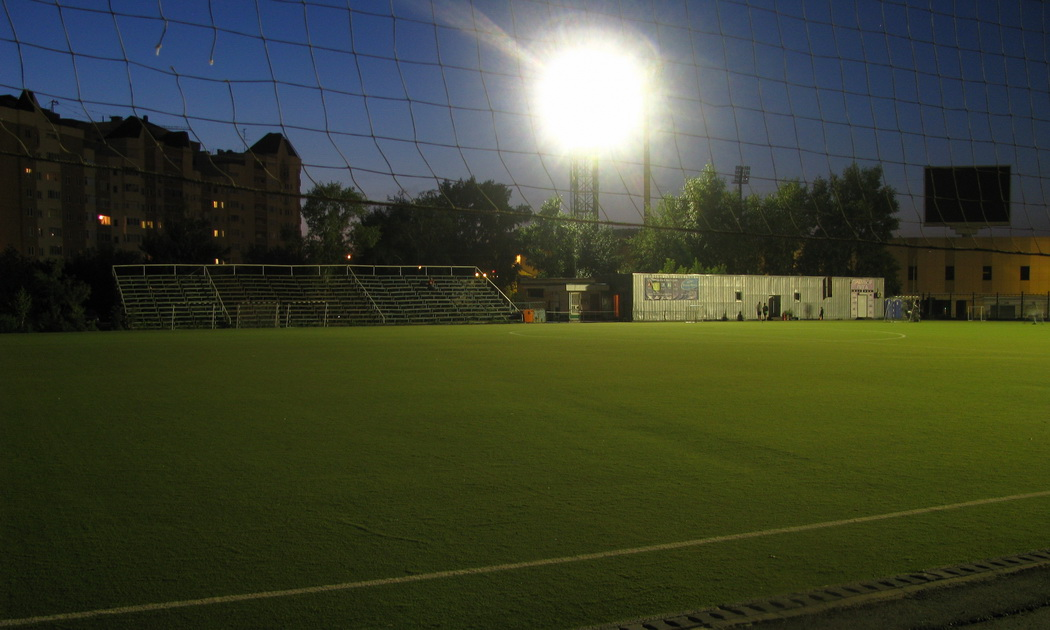
Верхнее тренировочное поле
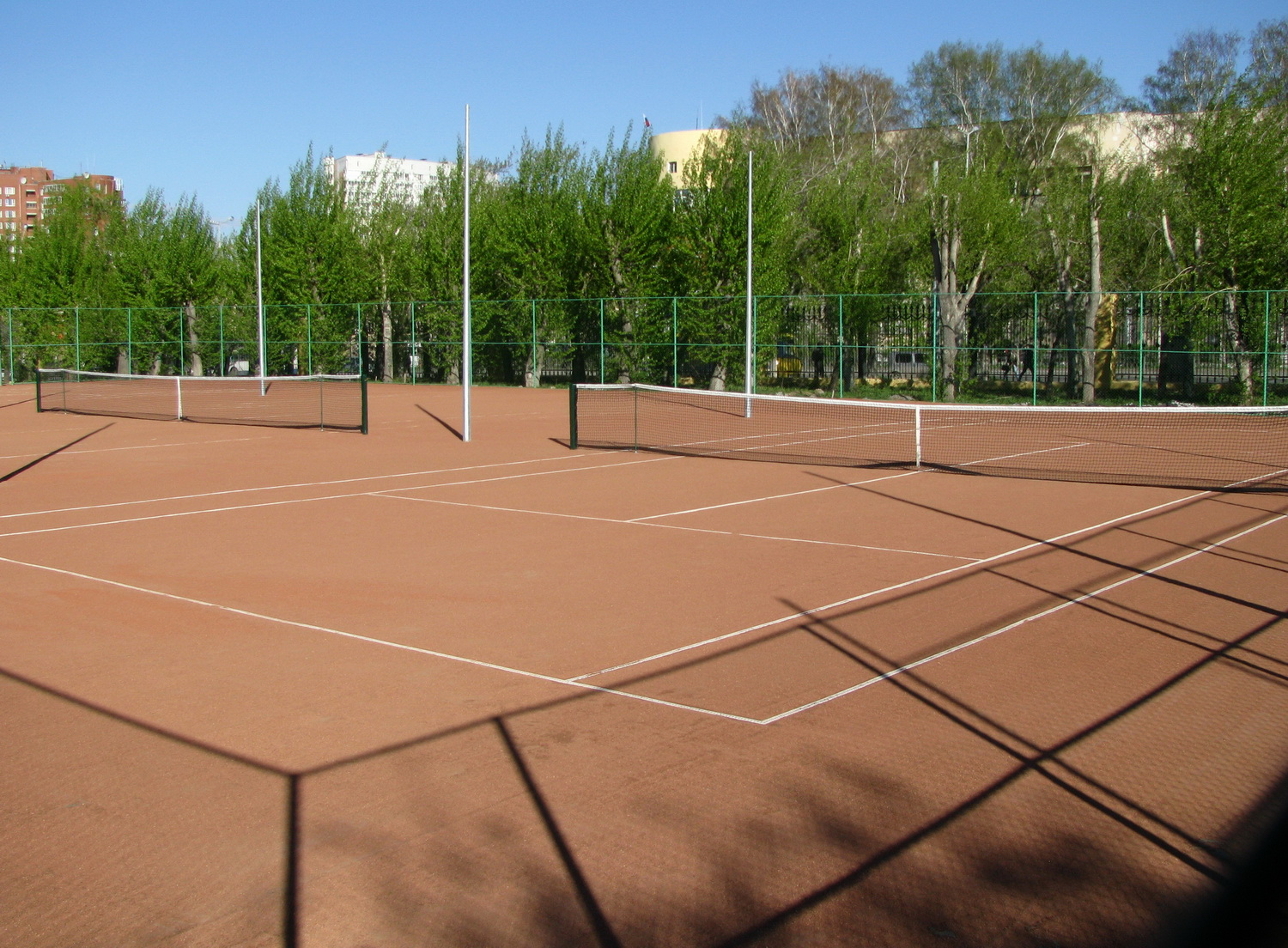
Теннисные корты
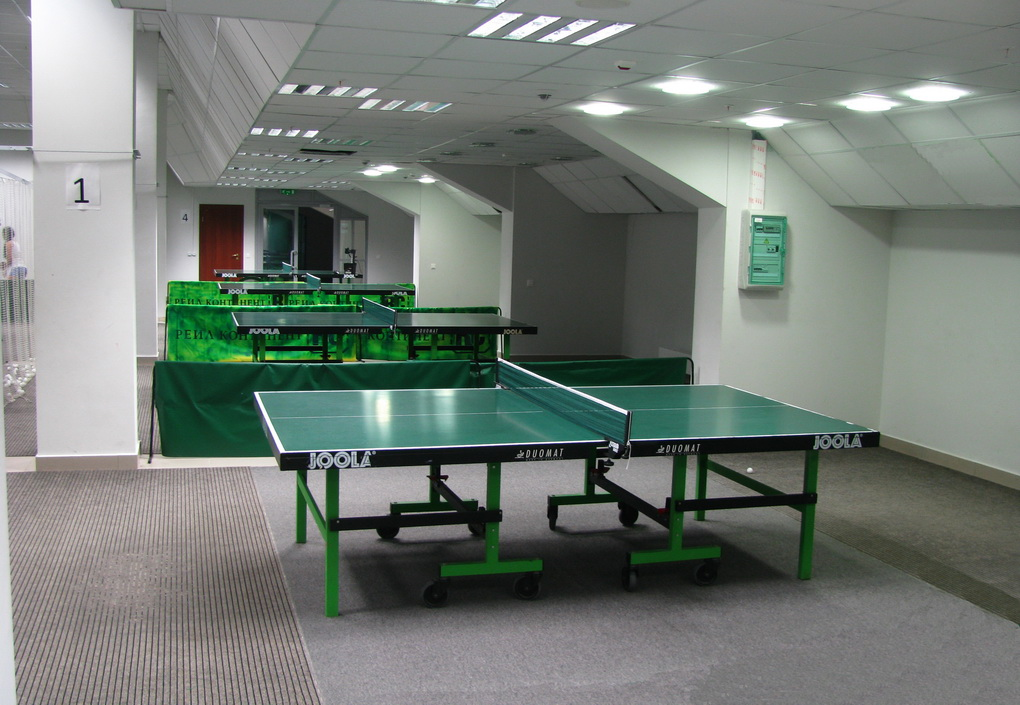
Зал для настольного тенниса
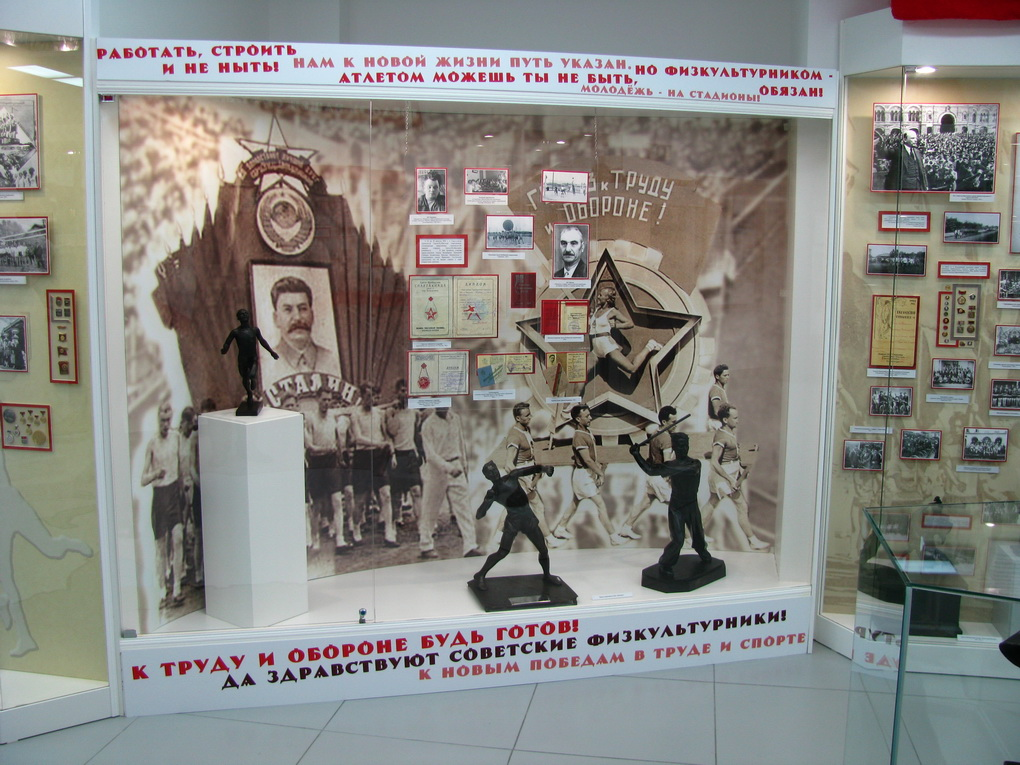
Музей истории спорта

### События на стадионе (2011—2013)

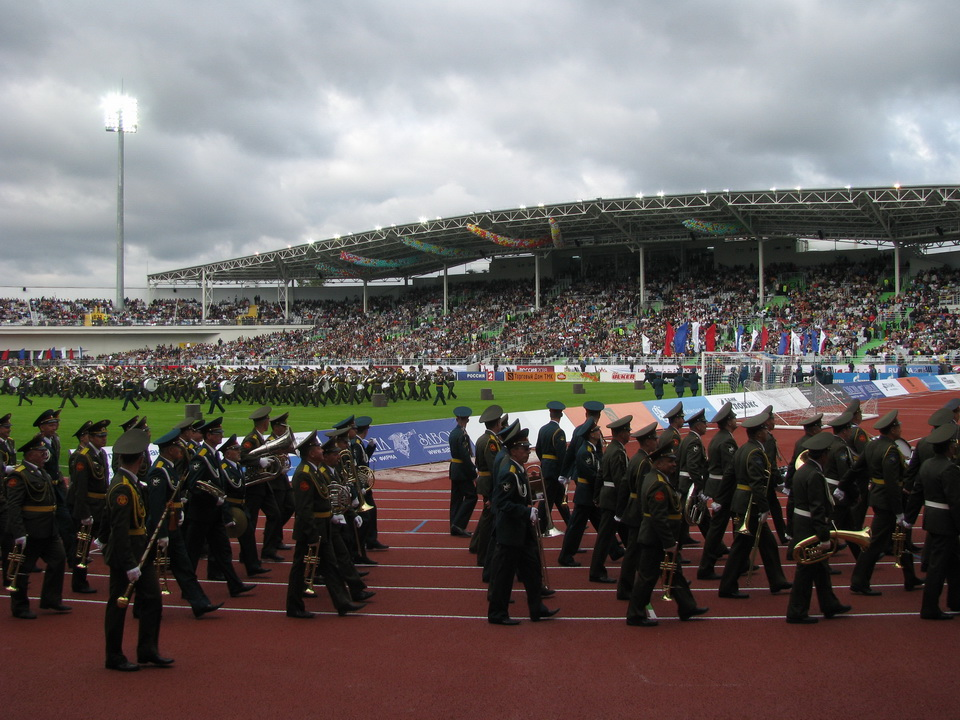
Церемония открытия стадиона

Первая игра после длительной реконструкции состоялась 2 августа 2011 года — это был контрольный матч «Урала» против «Уральца» из Нижнего Тагила.
Матч проходил в закрытом режиме без болельщиков и СМИ.
Торжественная церемония официального открытия Центрального стадиона состоялась 19 августа 2011 года, в день игры 22-го тура первенства ФНЛ «Урал» — «Химки», открытие приурочили к празднованию 288-го Дня города Екатеринбурга. На церемонии присутствовали министр спорта РФ Виталий Мутко, губернатор Свердловской области Александр Мишарин, председатель Екатеринбургской городской Думы Евгений Порунов. Перед началом матча состоялось выступление сводного военного оркестра, составленного из представителей 50 оркестровых коллективов Центрального военного округа, приехавших из 46 городов Урала, Поволжья и Сибири.
Синхронность выступления такого огромного оркестра обеспечивали 40 дирижёров. Коллектив из 700 музыкантов исполнил гимн ФИФА, происходящее зафиксировал представитель «Книги рекордов Гиннесса». Матч завершился со счётом 5:2 в пользу хозяев.
После открытия Центральный стадион вновь стал основной домашней ареной футбольного клуба «Урал». Последующие домашние матчи «Урала» в первенстве ФНЛ не отличались такой же высокой посещаемостью, на них в среднем приходило по 4—8 тысяч зрителей, лишь матч против владикавказской «Алании» смог собрать 12 000 болельщиков.

### Финал Кубка России 2011/2012
26 марта 2012 года на заседании исполкома Российского футбольного союза было принято решение провести финальный матч Кубка России на Центральном стадионе в Екатеринбурге 9 мая.
Матч посетило 26700 зрителей, что стало самой высокой посещаемостью для финалов Кубка России за последние 5 сезонов.
После матча главный тренер ФК «Рубин» — триумфаторов Кубка — Курбан Бердыев прокомментировал прошедший финал:

Прошедший в Екатеринбурге финал доказал, что решающие матчи национального Кубка важно и нужно проводить за пределами столицы. Все видели, какая потрясающая атмосфера была сегодня на стадионе. Получился настоящий футбольный праздник!— Официальный сайт РФС
Матчи молодёжной сборной России
| 6 сентября 2012  |   |                 |     |
| Россия (мол.)    | - | Польша (мол.)   | 4:1 |
| 10 сентября 2012 |   |                 |     |
| Россия (мол.)    | - | Молдавия (мол.) | 2:2 |
| 16 октября 2012  |   |                 |     |
| Россия (мол.)    | - | Чехия (мол.)    | 2:2 |

Матч молодёжных сборных России и Польши 6 сентября 2012 собрал 16 000 зрителей (по другим данным — 17 500), 10 сентября состоялся матч против сборной Молдавии, на который пришло посмотреть 12 000 зрителей.
По итогам этих двух матчей Россия заняла первое место в группе и гарантировала себе участие в стыковых матчах за попадание на Чемпионат Европы, старший тренер молодёжной сборной Николай Писарев отдал должное екатеринбургским болельщикам и изъявил желание провести домашний стыковой матч здесь же, на Центральном стадионе в Екатеринбурге.
24 сентября 2012 РФС объявил, что ответный стыковой матч молодёжной сборной России, назначенный на 16 октября, также пройдёт в Екатеринбурге.
Матч прошёл в присутствии 20 000 зрителей, сборная России сыграла вничью 2:2 и по итогам двухматчевого противостояния отобралась на Чемпионат Европы-2013.

### Матчи чемпионата мира 2018 года
Матч № 2. Египет — Уругвай (0:1)

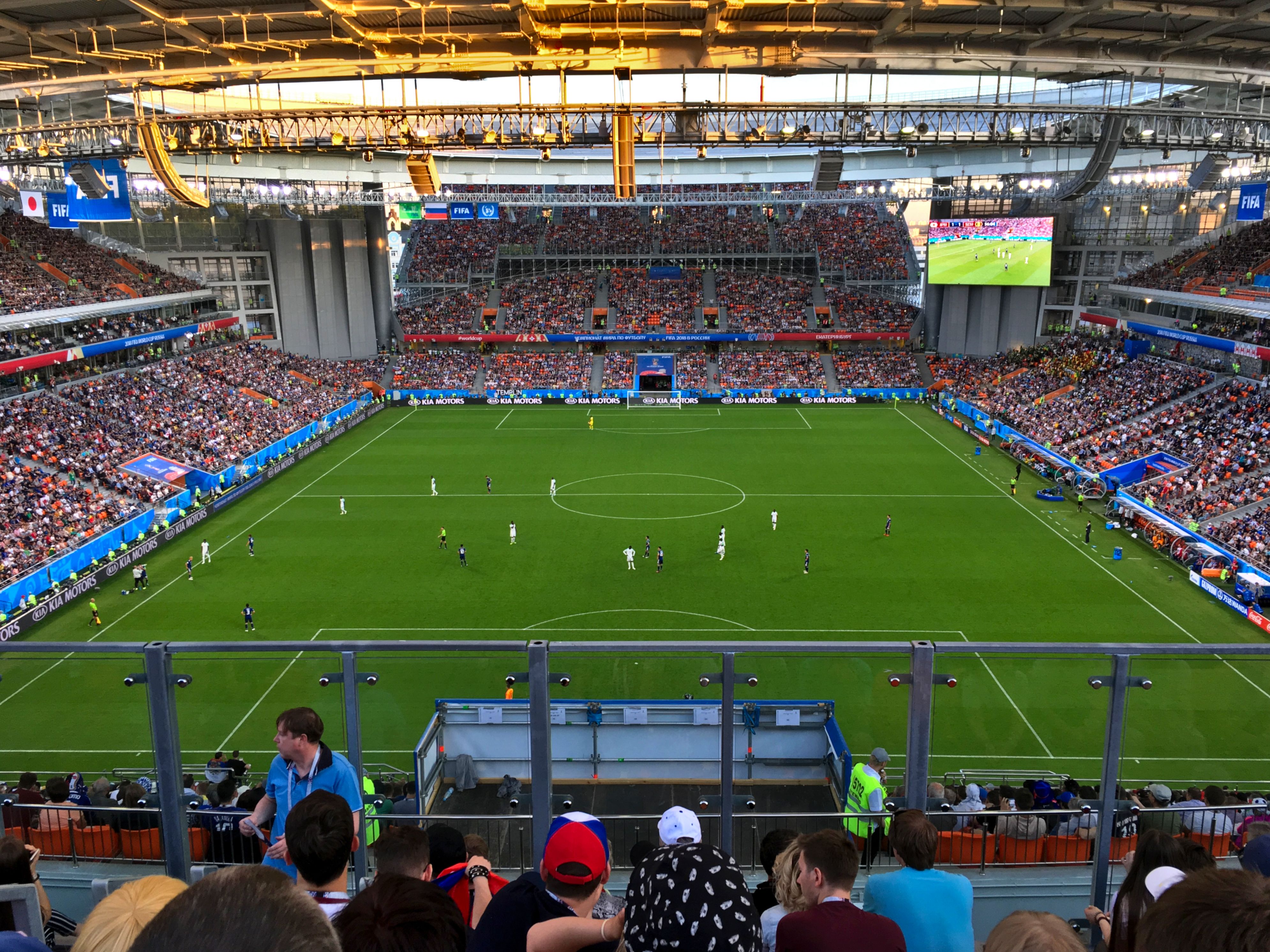
Стадион во время матча Япония - Сенегал

Матчи чемпионата мира по футболу 2018 стартовали в Екатеринбурге с поединка группы A между сборными Египта и Уругвая. Матч прошёл 15 июня в 17:00 по екатеринбургскому времени (UTC+5). Итоговую победу одержали уругвайцы за счёт гола Хосе Хименеса в концовке встречи. На стадионе присутствовало 27 015 зрителей при вместимости арены в 33 061 человека. Таким образом, стадион был заполнен лишь на 82 %, и многие места (в основном, на центральных трибунах) пустовали. По итогам официального расследования глава администрации Екатеринбурга Александр Якоб сообщил, что билетная продукция на пустовавшие места принадлежала партнёрам и спонсорам FIFA.
Матч № 22. Франция — Перу (1:0)
Второй матч в Екатеринбурге под порядковым номером 22 прошёл между командами группы C: сборной Франции и сборной Перу 21 июня в 20:00 по екатеринбургскому времени (UTC+5). Единственный гол в поединке забил Килиан Мбаппе на 34 минуте, обеспечив победу сборной Франции.
Матч № 32. Япония — Сенегал (2:2)
Матч № 32 между командами группы H Японии и Сенегала прошёл 24 июня в 20:00 по екатеринбургскому времени (UTC+5). Встреча закончилась результативной ничьей: на голы Садио Мане и Муссы Ваге японцы ответили сначала точным ударом Такаси Инуи, а затем голом Кэйсукэ Хонды.
Матч № 44. Мексика — Швеция (0:3)
Заключительный матч в Екатеринбурге прошёл 27 июня в 19:00 по екатеринбургскому времени (UTC+5). Встречались сборные команды Мексики и Швеции. Установлен рекорд посещаемости — 33061 зритель (100 % заполненность) Поединок закончился разгромным поражением мексиканцев, несмотря на которое команда всё же вышла в плей-офф со второго места в группе.

### Прочие мероприятия

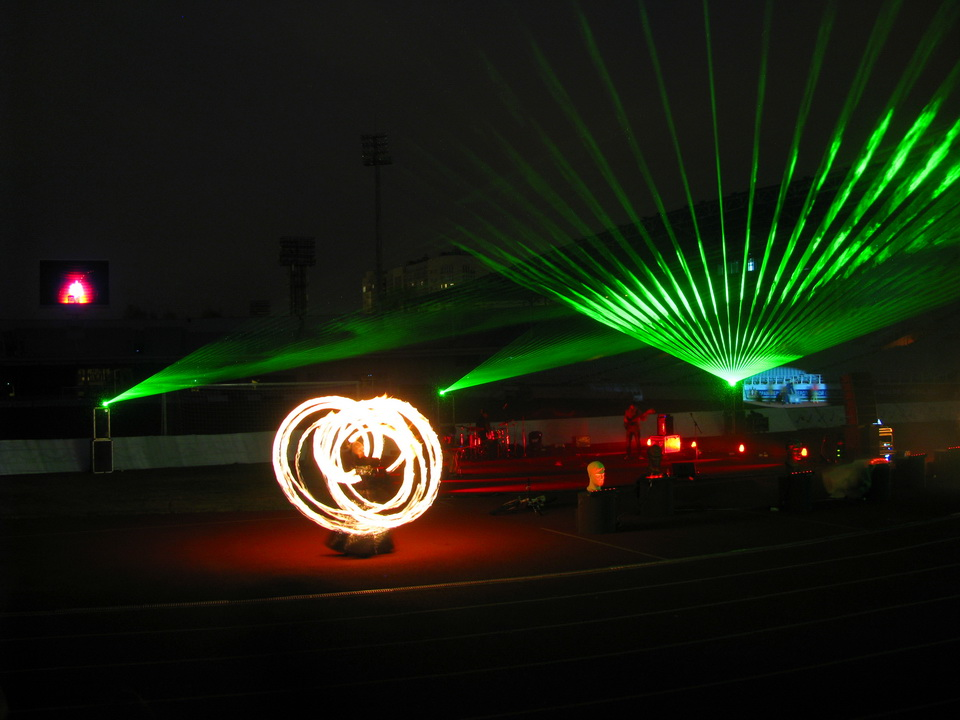
Центральный стадион в «Ночь музеев»

18—19 мая 2013 года стадион впервые принял участие в международной акции «Ночь музеев».
Программа Центрального стадиона в рамках «Ночи музеев» получила название «Не только футбол».
Совместно с Союзом болельщиков Урала была обустроена фан-зона, где болельщики на огромной открытке могли оставить свои поздравления футболистам «Урала», вышедшим в Премьер-Лигу. Состоялась автограф-сессия с игроком ФК «Урал» и спортивные мастер-классы.
К «Ночи музеев» также было приурочено открытие музея спорта, расположившегося в помещении трибуны C.
Завершением программы стал прошедший на большой спортивной арене перформанс — рэп-данс проект «RE: поэты» екатеринбургского рэпера Наума Блика, организованный совместно с Уральским филиалом Государственного центра современного искусства.
13 июня 2013 года на стадионе состоялся совместный концерт групп «Мираж», «Технология» и «Plazma».
2 октября стало известно, что матч 12-го тура российской премьер-лиги сезона 2013/2014 «Спартак» — «Терек» пройдёт 6 октября на Центральном стадионе Екатеринбурга. Московский «Спартак» перенёс свой домашний матч из-за отсутствия в Москве стадионов с удовлетворительным состоянием газона.
Прошедший матч стал самым посещаемым в туре, собрав 10 500 зрителей.

## Реконструкция стадиона к чемпионату мира 2018

Проект стадиона, показанный в заявке на проведение Чемпионата мира по футболу 2018 года

5 мая 2010 года в FIFA была отправлена заявочная книга, в которой был показан проект Центрального стадиона, расширенного за счёт временных сборно-разборных конструкций за воротами и с крышей в виде диска на колоннах.
22 ноября 2012 года Правительство Свердловской области выкупило все акции у «Синары» и Администрации Екатеринбурга и консолидировала 100 % пакет акций ОАО «Центральный стадион», поскольку одним из условий для получения финансирования из федерального бюджета является нахождение стадиона в государственной собственности. 16 февраля 2013 года была объявлена ориентировочная сумма инвестиционного проекта по подготовке Екатеринбурга к чемпионату мира — 161 миллиард 121 миллион рублей, из них 11 миллиардов (включая проектные и изыскательные работы) отводилось на реконструкцию Центрального стадиона.

Один из вариантов реконструкции, предложенный архитекторами «ABD Architects» и рассмотренный на заседании Градостроительного совета Екатеринбурга 19 апреля 2013

Таким образом заявленная сумма реконструкции возросла в очередной раз. 29 мая 2013 года в МВЦ «Екатеринбург-ЭКСПО» состоялся бизнес-форум «Будущее города», одной из тем которого стало проведение ЧМ-2018, где был представлен один из вариантов проекта. В конце сентября 2013 было принято и согласовано с FIFA решение изменить планируемую вместимость стадиона с 45 000 мест на 35 000.
11 сентября 2015 года компания «Синара-Девелопмент» заключила контракт с государственным заказчиком ФГУП «Спорт-Инжиниринг» на проведение работ по реконструкции Центрального стадиона и будет выполнять функции генерального подрядчика. Сумма государственного контракта составляет 12 млрд 200 млн рублей. А 7 октября 2015 года началась реконструкция стадиона. Всего будет смонтировано 6 кранов. К 25 августа 2016 закончен монтаж железобетонных конструкций на южной и северной трибунах. В помещениях под трибунами ведутся работы по кирпичной кладке и установке инженерных сетей — водопровода, вентиляции и канализации. Параллельно строители приступили к подготовке фундаментов для дополнительных трибун.

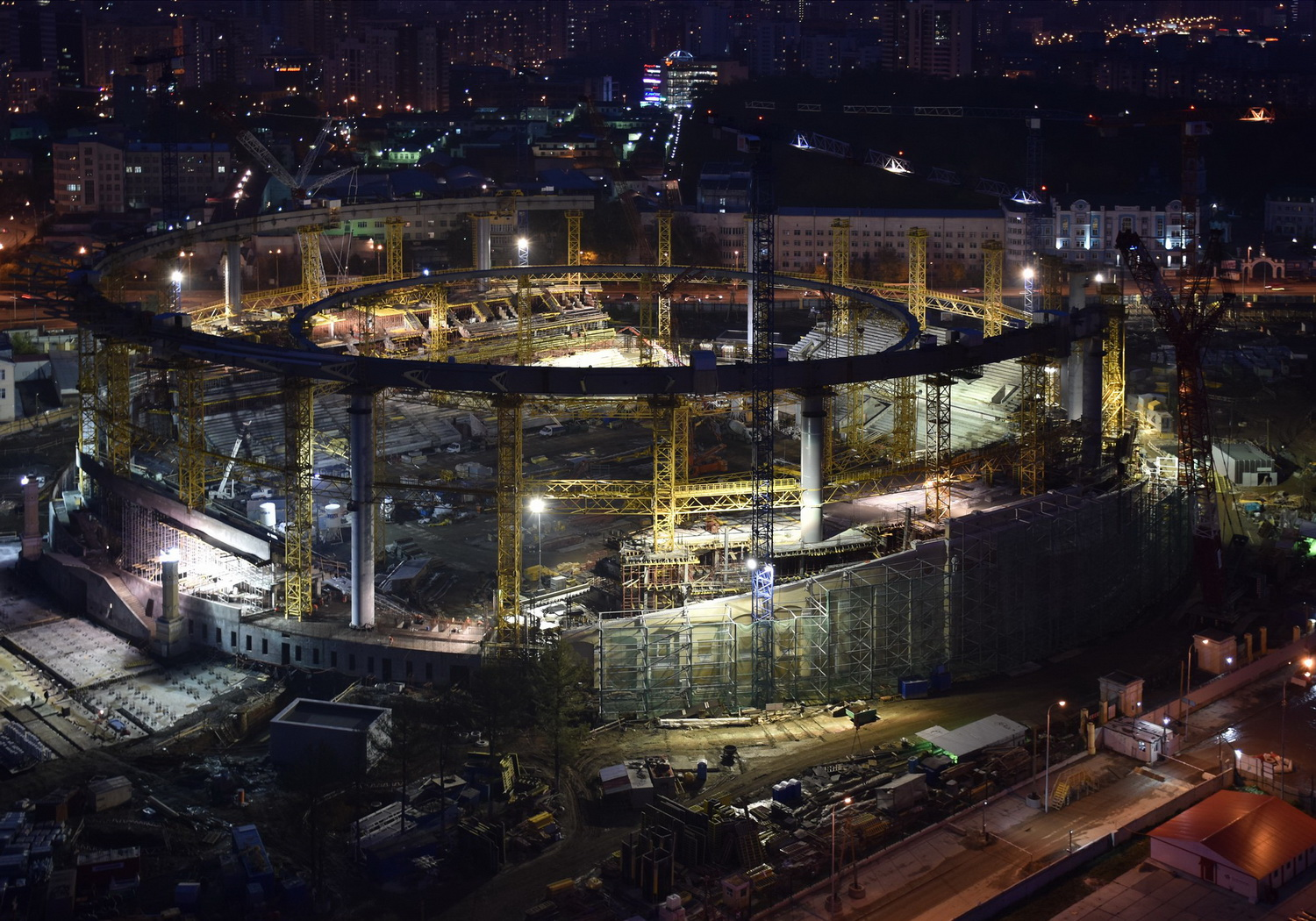
Реконструкция стадиона, 1 октября 2016 года

3 февраля 2017 года стадион посетил Виталий Мутко, который сообщил, что уже установлена кровля стадиона, закрыт контур, все инженерные системы заведены, внутри идёт отделка, бетонные работы практически завершены, входные группы монтируются, такими темпами стадион будет сдан с опережением. К 11 мая 2017 завершён монтаж основных металлоконструкций (около 6 тыс. тонн) и основания под кровельное покрытие навеса над трибунами. началось устройство системы кондиционирования стадиона. Подведены все инженерные коммуникации к футбольному полю, выполняется подготовка земляного основания газона. Вскоре специалисты уложат ещё несколько слоёв поля. Дополнительно проложат системы полива, дренажа и обогрева. В июле посеяно натуральное травяное покрытие. По графику на стадионе ведутся и другие работы: устройство покрытия крыши, монтаж северной и южной сборно-разборных трибун, отделочные работы в подтрибунных помещениях. К 5 сентября стадион готов на 87 %. 27 октября было завершено благоустройство территорий. К 29 декабря 2017 стадион построен, а 28 февраля 2018 сдан в эксплуатацию. 1 апреля 2018 состоялся футбольный матч.

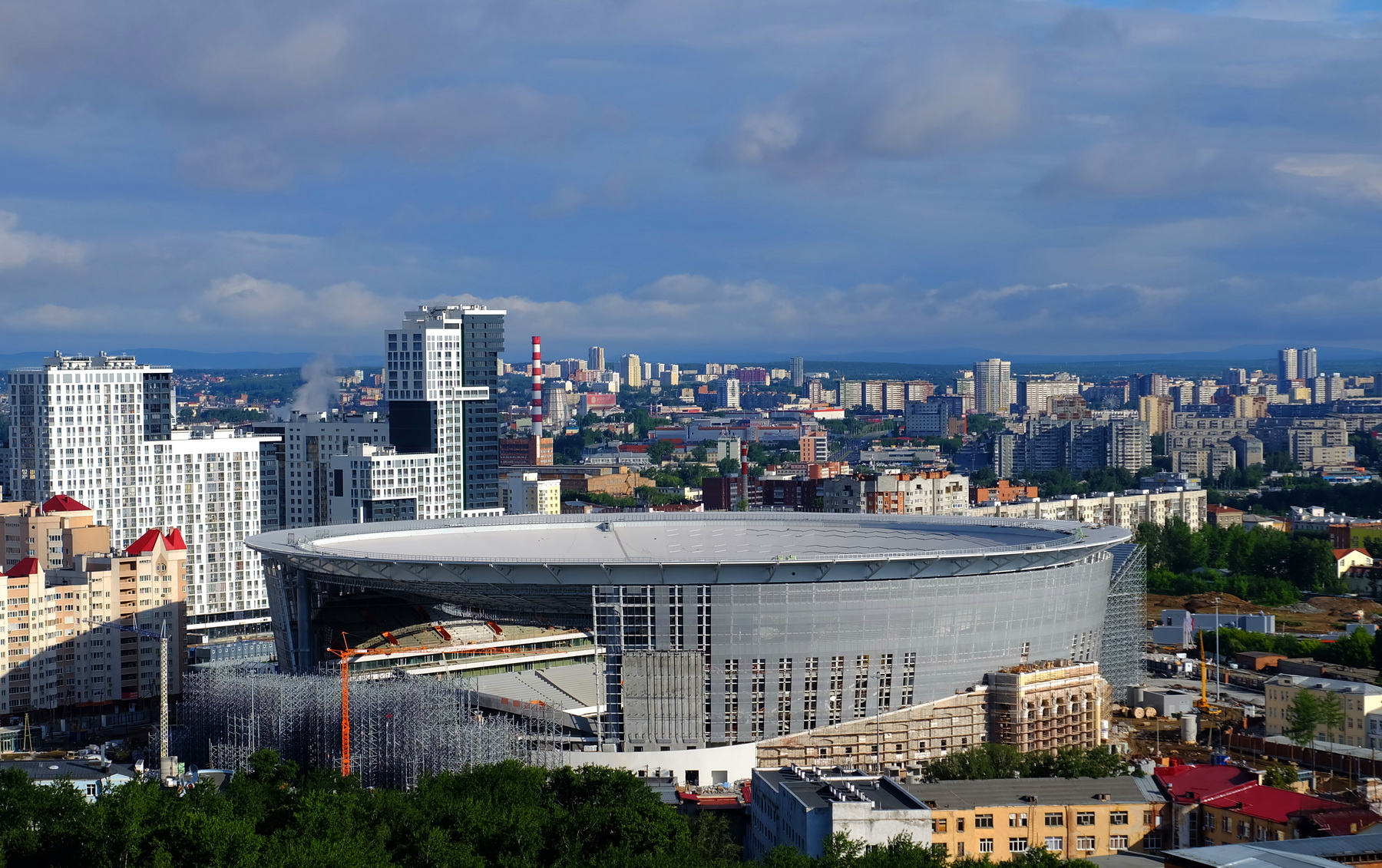
Центральный стадион, июль 2017 (реконструкция)

Планы по очередной реконструкции Центрального стадиона вызвали немало критики у специалистов — в числе аргументов приводились нерациональность вложения средств в новый, только что реконструированный объект, на который уже было потрачено 2,5 млрд рублей, недопустимость уничтожения объектов культурного наследия. При этом многие специалисты сходились во мнении, что построить для ЧМ-2018 новый стадион в другом месте было бы дешевле, чем реконструировать «Центральный».

#### Безопасность зрителей на стадионе
Безопасность болельщиков, участников соревнований и сотрудников стадиона обеспечивают билетно-пропускная система и комплекс мер, разработанных с целью противодействия террористическим актам. На арене внедрены системы КРОК, а также системы мониторинга инженерных систем и конструкций (СМИС и СМИК). Они позволяют оперативно передавать актуальные сведения о состоянии объекта на пульт дежурно-диспетчерских служб.
На стадионе оборудован сектор для людей с ограниченными возможностями.

## Фотогалерея

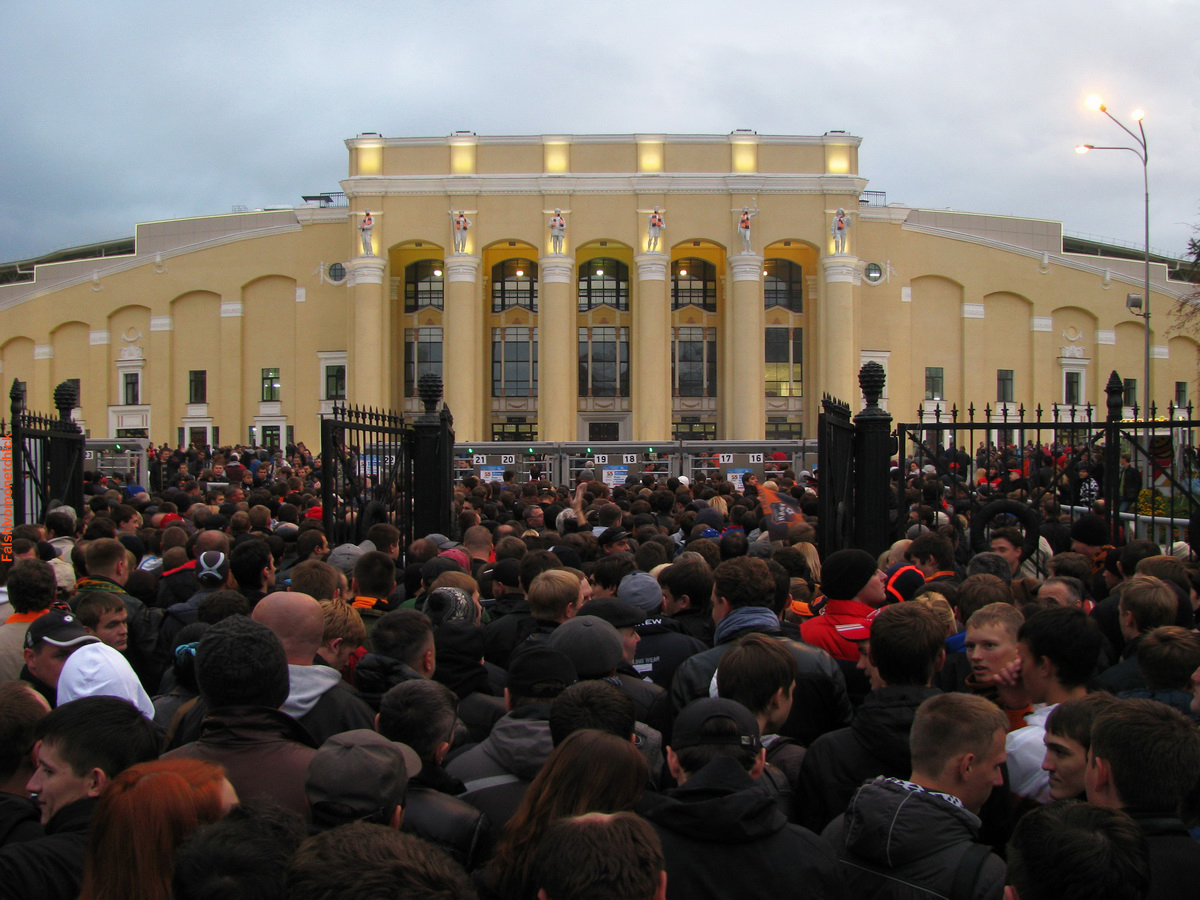
Болельщики перед матчем у главного входа на стадион
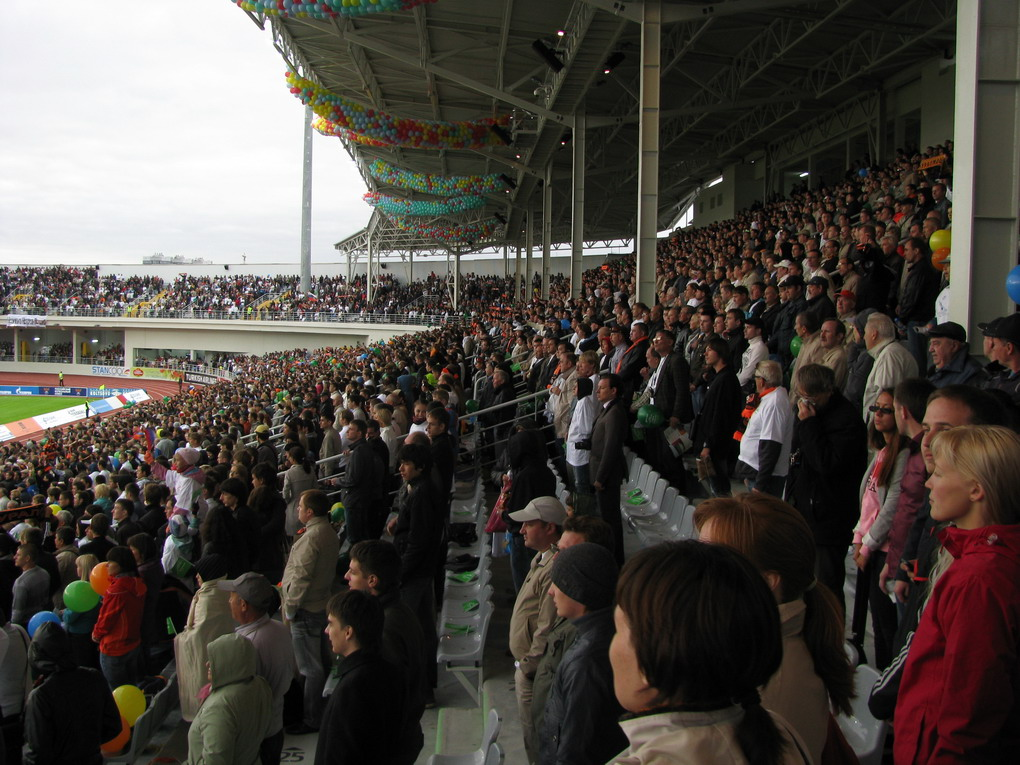
Трибуна С, матч «Урал» — «Химки»
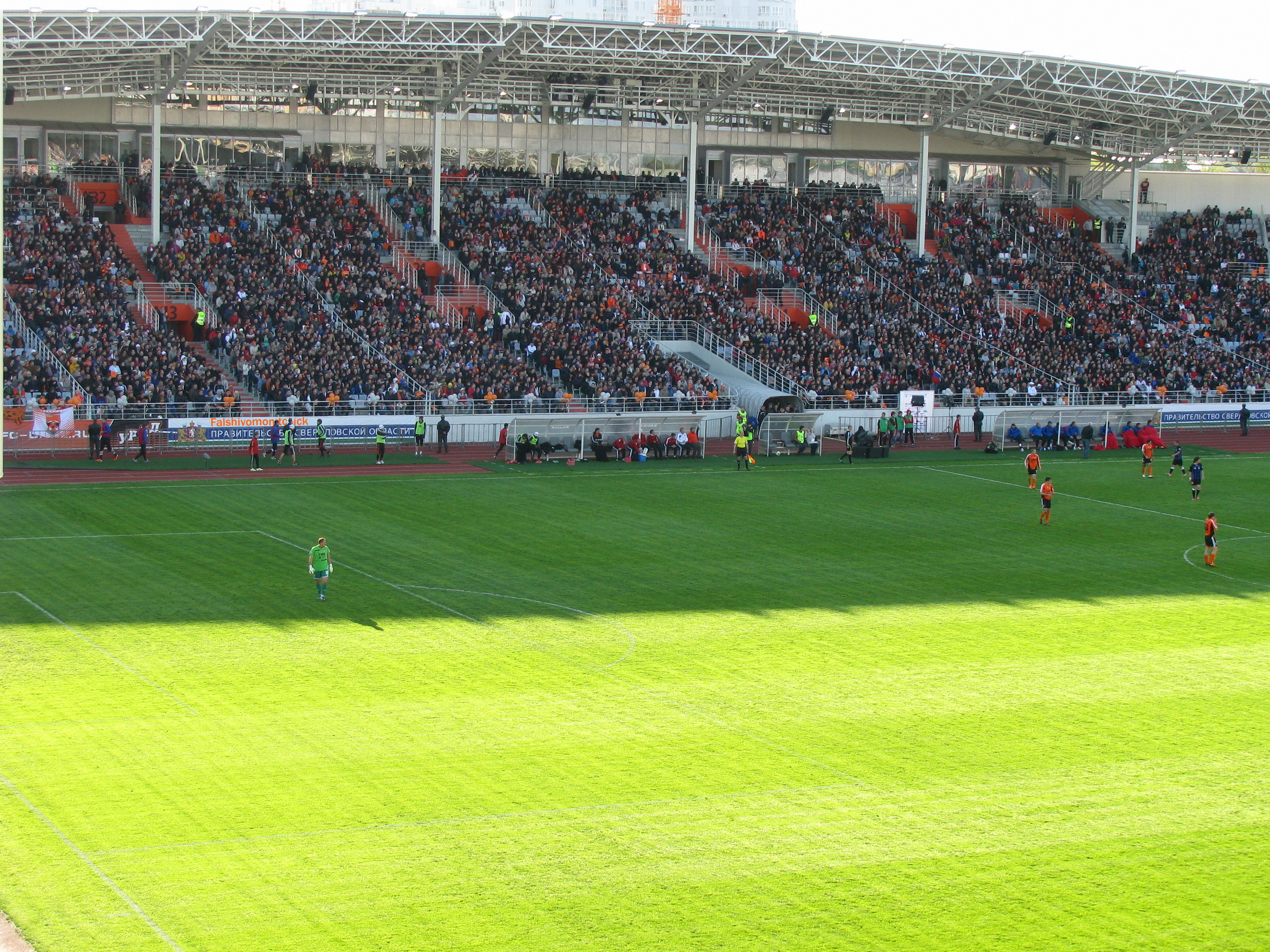
Трибуна A, матч «Урал» — «Шинник»
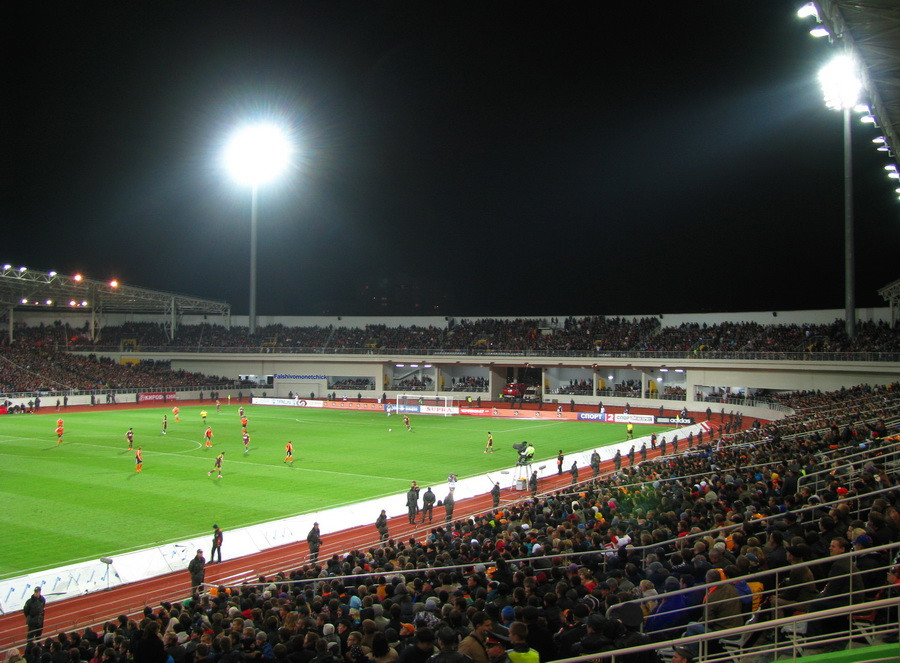
Трибуны стадиона во время матча «Урал» — «Анжи»
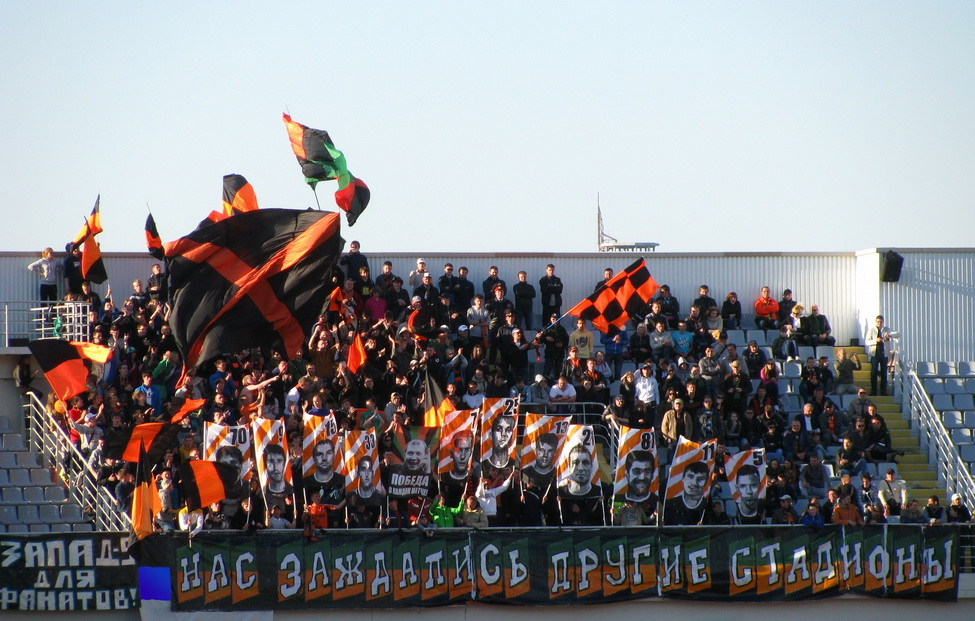
Один из фан-секторов футбольного клуба «Урал»
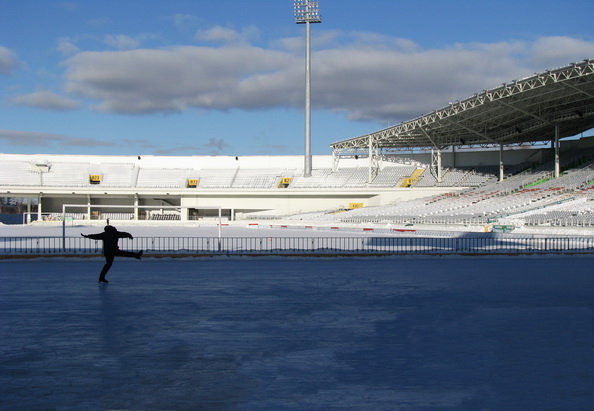
В зимнее время на месте легкоатлетических дорожек заливался каток
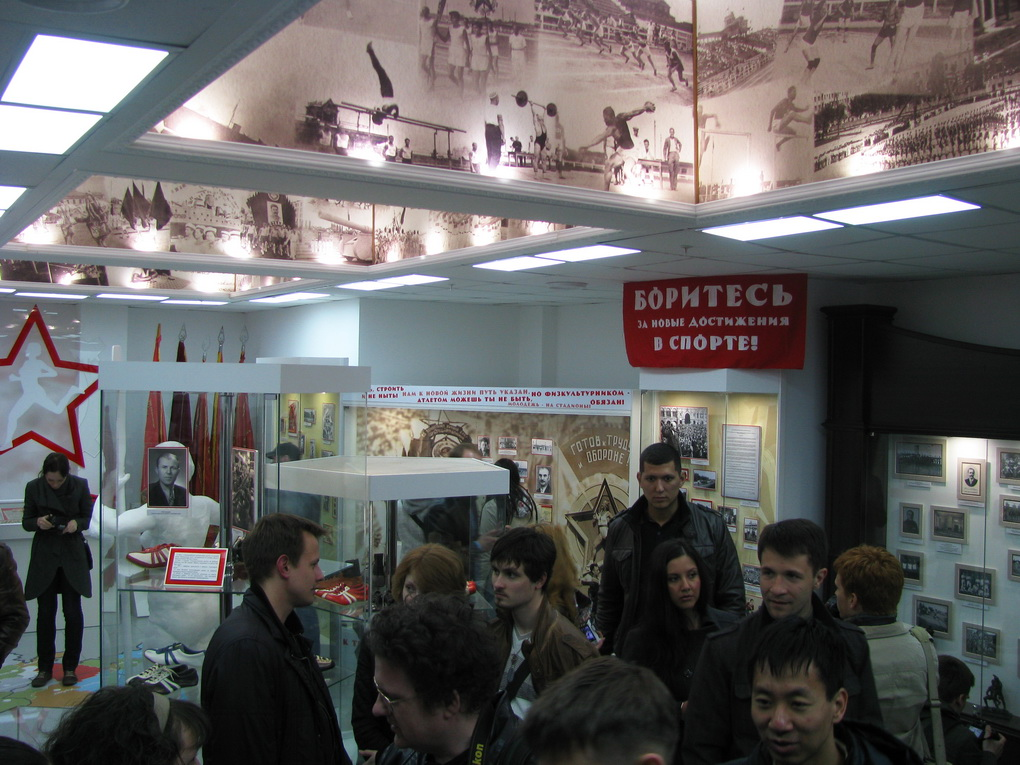
В музее истории спорта
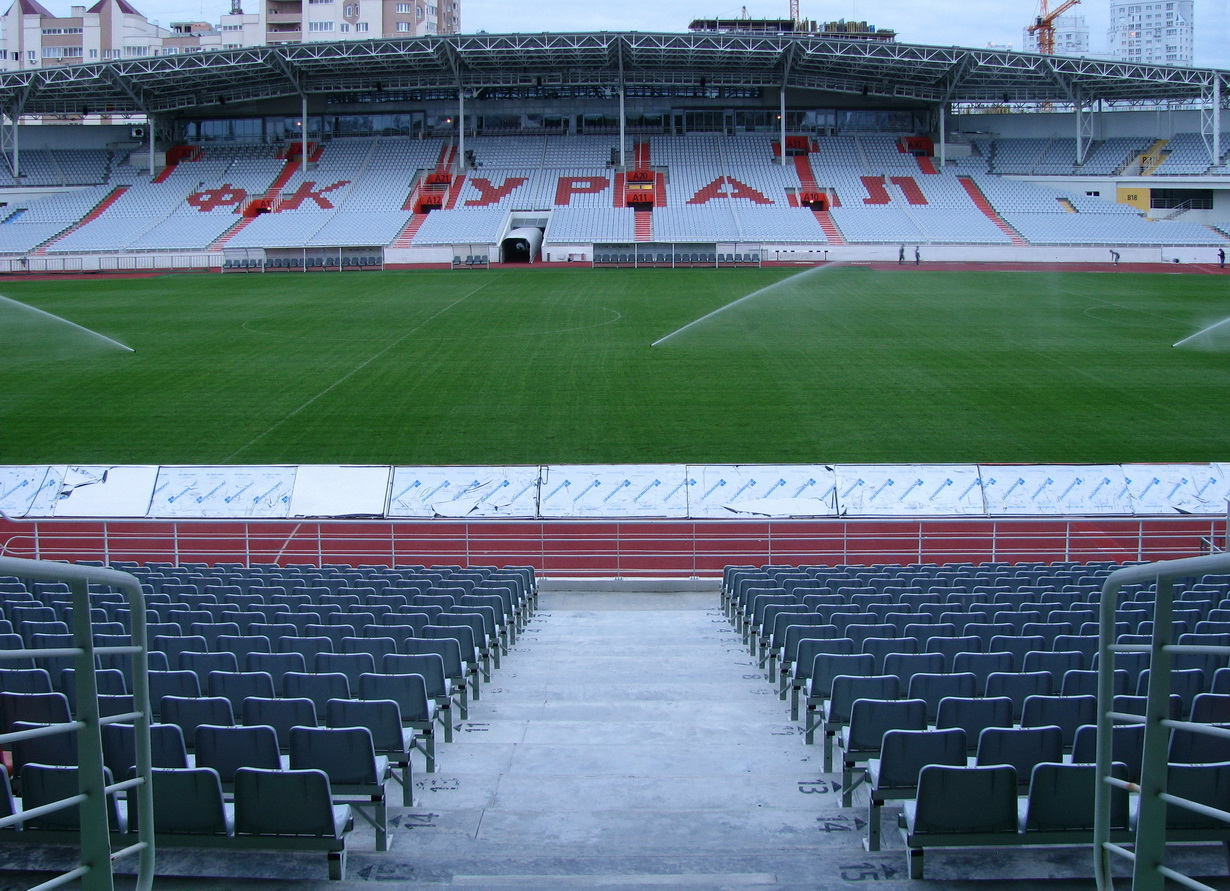
за день до первого матча Премьер-лиги «Урал» — «ЦСКА», 16 июля 2013
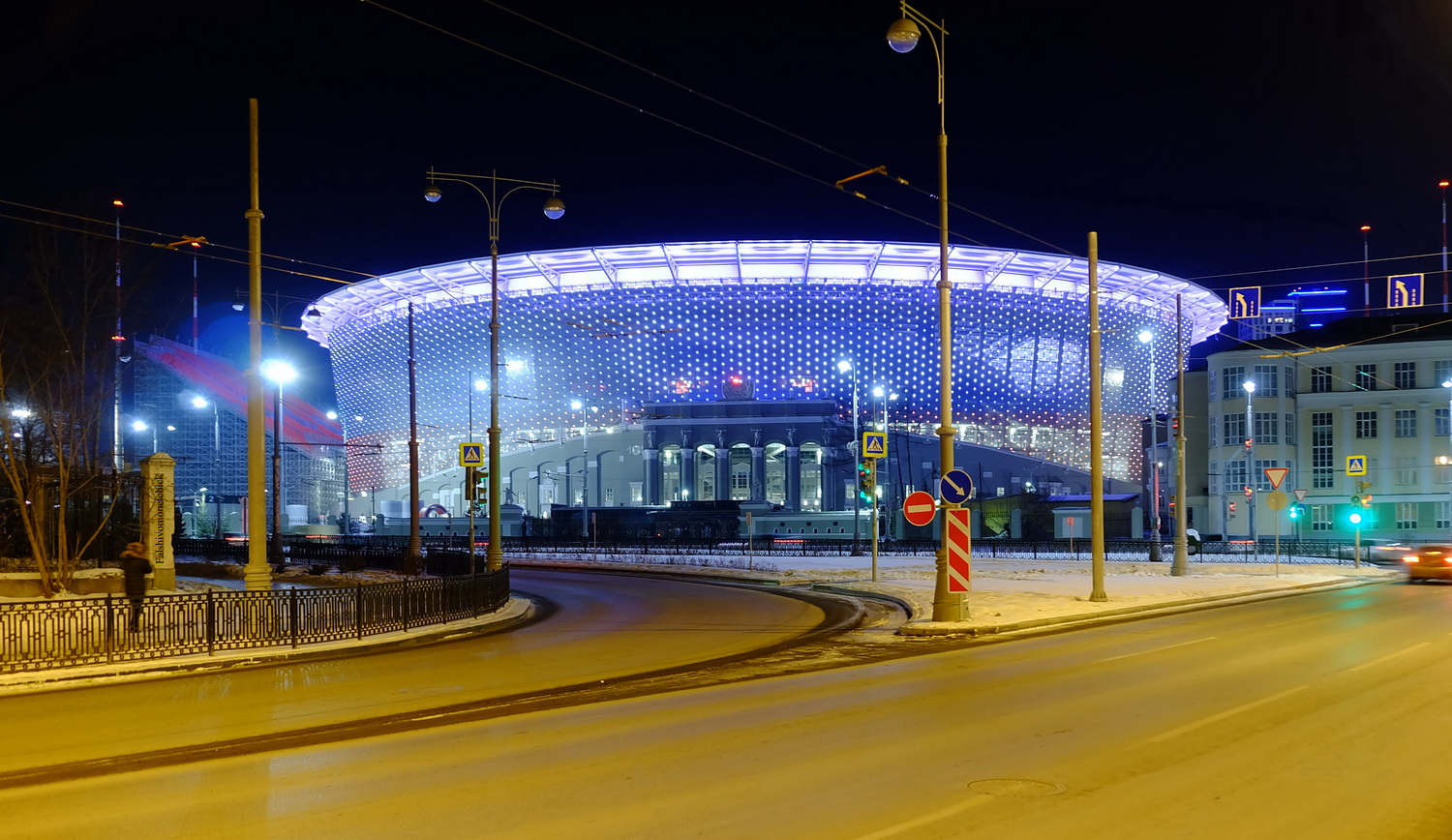
Ночной вид стадиона
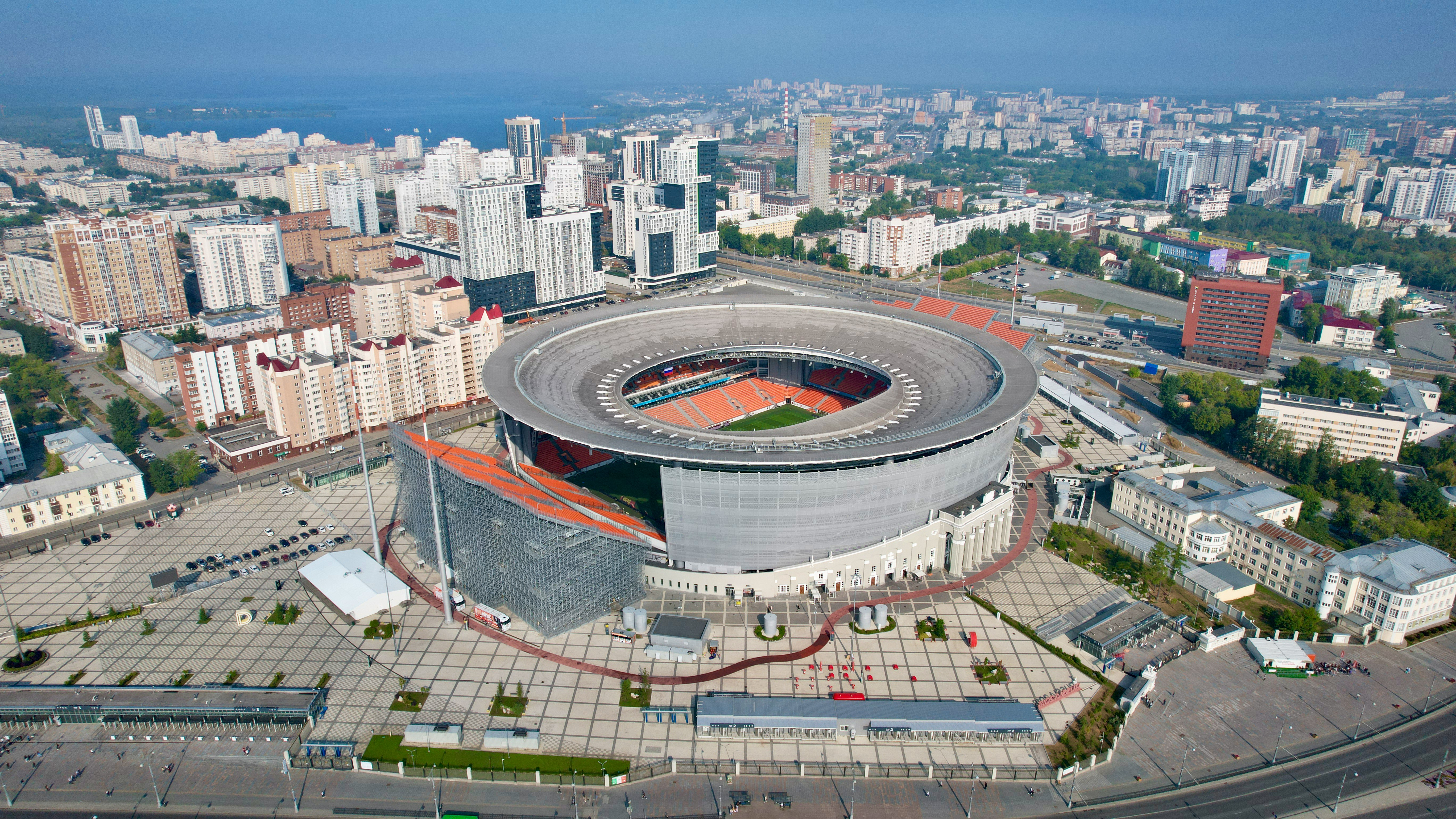
Вид с высоты
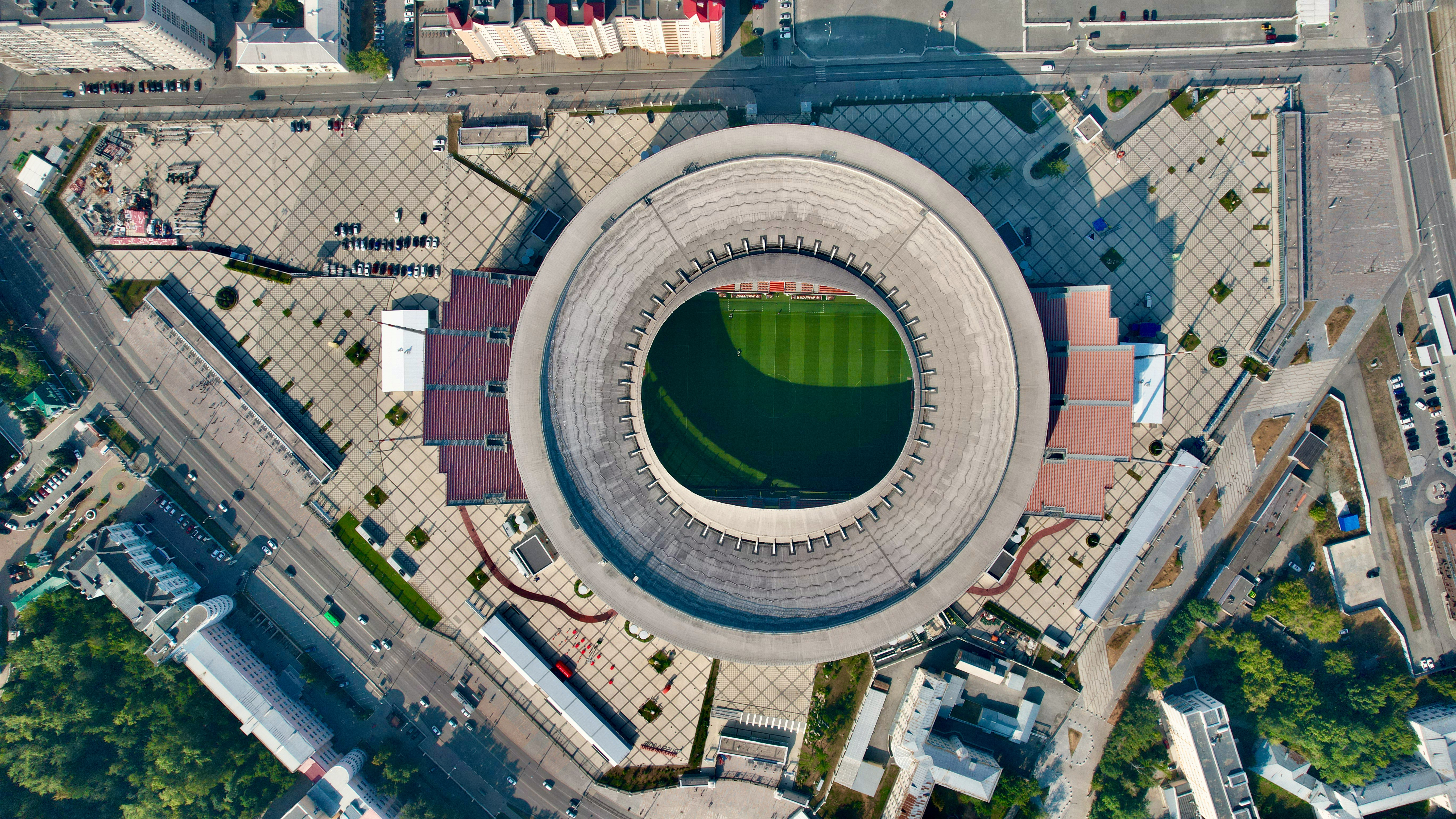
Вид с высоты

## Транспорт
По состоянию на июнь 2024 года до Арены можно доехать следующими видами транспорта:
- автобусы:
  - муниципальные: 24, 25, 28, 49, 59, 85, 95[106] — остановки «Центральный стадион», «Институт связи»;
  - коммерческие: 45, 48, 51, 52, 70, 87, 043 — остановки «Центральный стадион», «Институт связи»;
- троллейбусы: 26, 35, 37 — остановки «Центральный стадион», «Институт связи»;
- трамваи: 2, 18 — остановки «Улица Мельникова», «Вечный огонь»;
- метрополитен: ближайшая станция метро — «площадь 1905 года» находится в полутора километрах от стадиона. К чемпионату мира планировалось построить пусковой участок второй линии метрополитена, две станции которой — «Татищевская» и «Площадь Коммунаров» находились бы вблизи стадиона, однако впоследствии федерация отказалась финансировать строительство метро в Екатеринбурге[107].